# Agustina Zerboni
Agustina Zerboni es una atleta argentina que fue campeona suramericana en Medellín 2010.

## Trayectoria
La trayectoria deportiva de Agustina Zerboni se identifica por su participación en los siguientes eventos nacionales e internacionales:

### Juegos Suramericanos
Fue reconocido su triunfo de ser la octava deportista con el mayor número de medallas de la selección de  Argentina en los juegos de Medellín 2010.

#### Juegos Suramericanos de Medellín 2010
Su desempeño en la novena edición de los juegos, se identificó por ser la octogésimo séptima deportista con el mayor número de medallas entre todos los participantes del evento, con un total de 3 medallas:

- , Medalla de oro: Atletismo vallas 100 m mujeres
- , Medalla de oro: Atletismo Heptatlón femenino
- , Medalla de bronce: Atletismo Relevo 4 × 100 m Mujeres